# Клайпеда (станція)
Залізнична станція Клайпеда (лит. Klaipėdos geležinkelio stotis) — одна з головних станцій литовської залізничної компанії «Lietuvos Gelezinkeliai» («Литовські залізниці»). Залізнична станція знаходиться в Західній Литві. Будівля вокзалу розташована в північній частині Клайпеди. Станція Клайпеда розміщується неподалік Клайпедського порту, головного глибоководного порту Литви. Куди залізницею надходять вантажі з Білорусі, України та Росії.

## Історія

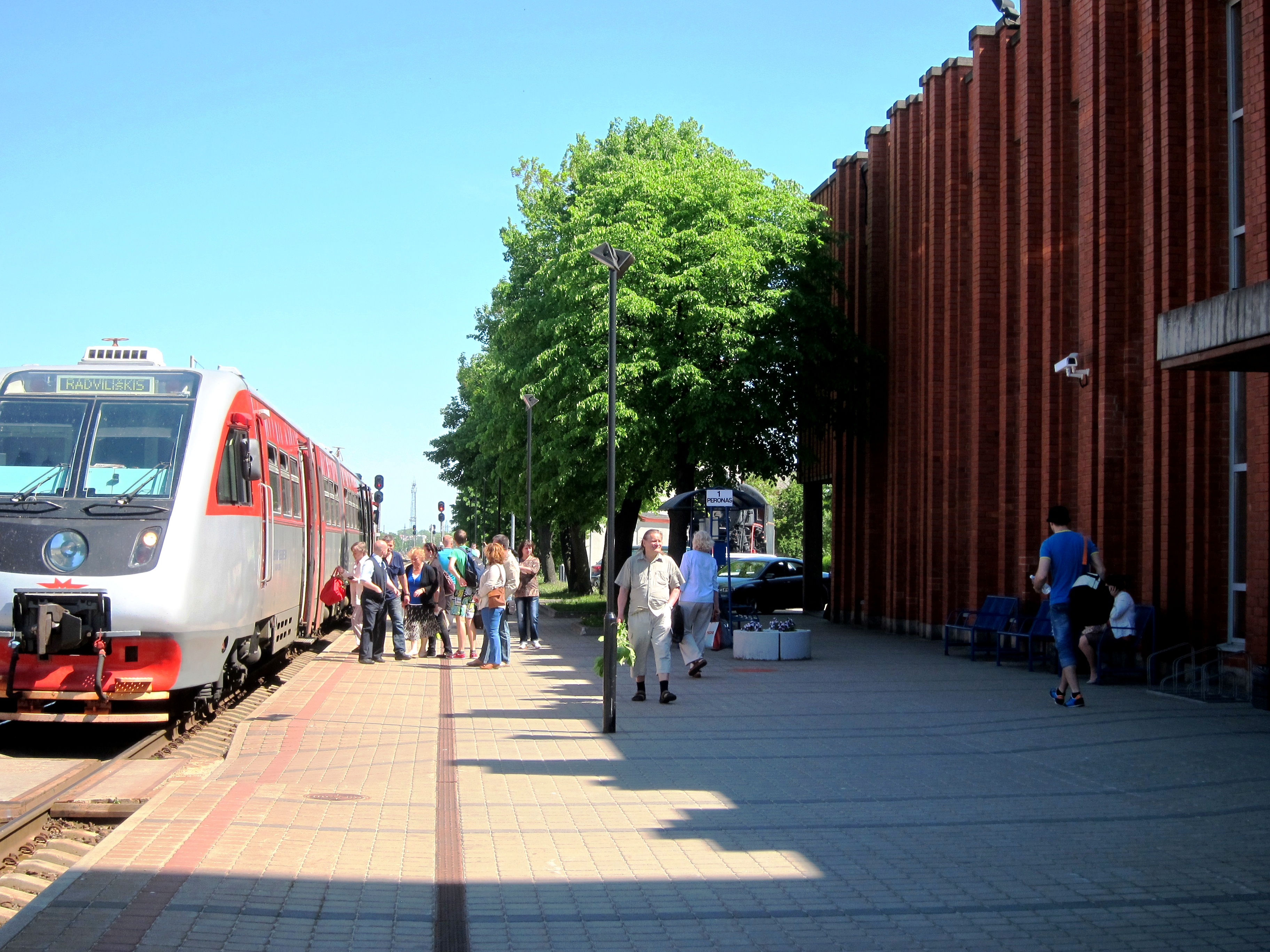
Залізнична станція Клайпеда. Перший перон

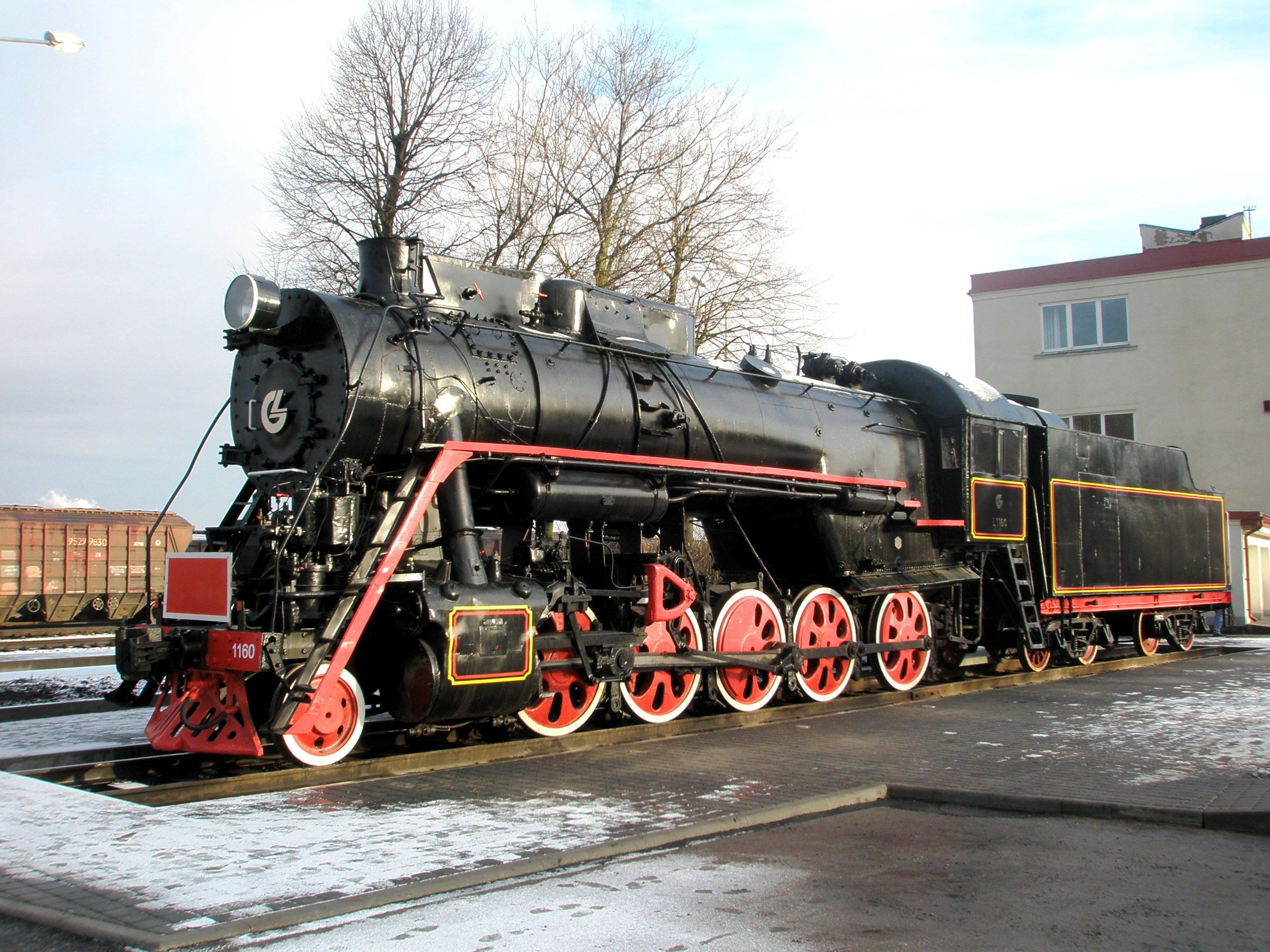
Пам'ятник першим локомотивам станції Клайпеда

Залізничний вокзал у Клайпеді спроектовано з двох будівель. Перша — це старий залізничний вокзал, жовта цегляна двоповерхова будівля в стилі класицизму з двосхилим дахом, побудована в 1881 році. Друга частина залізничного вокзалу — це нова будівля, з червоної цегли, що побудована під час розширення залізничної станції в 1983 році.
1872—1875 рр. була побудована залізнична лінія Тільзит — Клайпеда.
Залізничні лінії були побудовані і оснащені всіма необхідними засобами за 5 800 000 прусських талерів. Потяги почала курсувати на станцію в 1878 році. Першими залізничними перевезеннями були вантажі деревини та риби із Клайпеди.

## Інфраструктура
У безпосередній близькості від залізничної станції в даний час розміщується важлива міжнародна автобусна станція міста Клайпеда.

## Основні залізничні напрямки
На залізничній станції Клайпеди працюють 6 залізничних рейсів:
- 4 рейси (другий клас, 2 високошвидкісних потяги) — маршрут Клайпеда — Вільнюс;
- 2 рейси (дизельні потяги третього класу) — маршрут Клайпеда — Радвилішкіс.